# Cantonul Grand-Couronne
Cantonul Grand-Couronne este un canton din arondismentul Rouen, departamentul Seine-Maritime, regiunea Haute-Normandie, Franța.

## Comune
| Comune                     | Populație (1999) | Cod poștal | Cod INSEE |
| -------------------------- | ---------------- | ---------- | --------- |
| La Bouille                 | 791              | 76530      | 76131     |
| Grand-Couronne             | 9 442            | 76530      | 76319     |
| Hautot-sur-Seine           | 352              | 76113      | 76350     |
| Moulineaux                 | 890              | 76530      | 76457     |
| Petit-Couronne             | 8 621            | 76650      | 76497     |
| Sahurs                     | 1 120            | 76113      | 76550     |
| Saint-Pierre-de-Manneville | 774              | 76113      | 76634     |
| Val-de-la-Haye             | 789              | 76380      | 76717     |